# أليستر مكينتوش
أليستر مكينتوش (بالإنجليزية: Alister McIntosh)‏ هو دبلوماسي نيوزيلندي، ولد في 29 نوفمبر 1906، وتوفي في 30 نوفمبر 1978.